# Elminius plicatus
Elminius plicatus är en kräftdjursart som beskrevs av Gray 1854. Elminius plicatus ingår i släktet Elminius och familjen havstulpaner. Inga underarter finns listade i Catalogue of Life.